# کریستیان ویرت
کریستیان ویرت (به آلمانی: Christian Wirth) (زاده ۲۴ نوامبر ۱۸۸۵ – مرگ ۲۶ مه ۱۹۴۴) یک افسر آلمانی در دوره رایش سوم بود. او از سپتامبر ۱۹۴۱ تا مارس ۱۹۴۳ فرمانده اردوگاه مرگ خلمنو و از ۱۷ مارس ۱۹۴۲ تا آخر اوت ۱۹۴۲ فرمانده اردوگاه مرگ بلزک بود. وی در ۲۶ مه ۱۹۴۴ توسط پارتیزان‌های یوگسلاویایی ترور شد.